# William M. Powell
William M. Powell (n. 1862) fue un médico estadounidense.

## Biografía
Nació en Filadelfia en 1862. Médico, se dedicó especialmente a las enfermedades de la infancia y escribió numerosas obras y otros trabajos relacionados con esta especialidad. Entre sus producciones figuran Essentials of the diseases of children, arranged in the form of questions and answers prepared especially for students of medicine (1890), A synopsis of the physiological action of medicines y Saunder's pocket medical formulary. En la Enciclopedia universal ilustrada europeo-americana figura como «Guillermo M. Powell».